# Tournoi de tennis de Caen
Le tournoi de tennis de Caen, appelé aussi Open de Caen, est un tournoi amateur créé en 2007 par Michel de Longcamp et Aristide Olivier appartenant au circuit des grands tournois (CNGT).
De 2007 à 2010, il se déroule au Tennis Club de Caen sur les courts indoor de terre battue de la Folie-Couvrechef. Face à l'augmentation de la fréquentation de l’événement, le tournoi est délocalisé au Zénith de Caen en décembre 2011, sur une surface synthétique. En 2023, l'Open de Caen évolue pour la première fois dans le nouveau palais des sports de Caen, inauguré en septembre 2023.  
Ce tournoi se déroule en deux phases. Une première phase de qualification à laquelle l'ensemble des licenciés de tennis peuvent participer. Elle se déroule sur les courts du Tennis Club de Caen. Puis une phase finale regroupant des joueurs issus des qualifications et des joueurs professionnels au palais des sports de Caen.

## Qualifications
Les qualifications se déroulent sur une durée d'environ deux semaines. En parallèle du tournoi principal masculin où le vainqueur et le finaliste intègrent la phase finale, des tableaux sont organisés pour que chacun puisse jouer au minimum deux matches pendant ces qualifications :
- Les + de 35 ans Messieurs et Dames
- Les + de 45 ans Messieurs et Dames
- Les + de 55 ans Messieurs et Dames
- Les + de 65 ans Messieurs et Dames

De plus, des fins de tableaux de joueurs de 4e et 3e séries sont organisés ainsi qu'un tableau principal féminin. 

## Phase finale
La phase finale se déroule sous un format particulier. Le premier jour, plusieurs 8e de finale sont organisés, comprenant les deux joueurs issus des qualifications, des numérotés ainsi que parfois la tête de série la moins bien classée au classement ATP. Le deuxième jour est consacré aux quarts de finale avec l'entrée en liste d'une ou plusieurs nouvelles têtes de série. Enfin, lors des demi-finales, les deux têtes de série les mieux classées rentrent dans la compétition.

## Palmarès
Classement mondial (ATP) entre parenthèses dans le tableau.
| Année                     | Lieu                      | Vainqueur (hommes)       | Finaliste (hommes)          | Score (hommes)    | Vainqueur (femmes)     | Finaliste (femmes)          | Score (femmes) |
| ------------------------- | ------------------------- | ------------------------ | --------------------------- | ----------------- | ---------------------- | --------------------------- | -------------- |
| 2007                      | Tennis Club               |                          |                             |                   |                        |                             |                |
| 2008                      | Tennis Club               |                          |                             |                   |                        |                             |                |
| 2009                      | Tennis Club               | Paul-Henri Mathieu (33e) | Julien Benneteau (46e)      |                   |                        |                             |                |
| 2010                      | Tennis Club               | Marc Gicquel (151e)      | Michael Berrer (58e)        |                   |                        |                             |                |
| 10 au 13 décembre 2011    | Zénith                    | Gilles Simon (12e)       | Richard Gasquet (19e)       | 7-6, 6-4          |                        |                             |                |
| 08 au 11 décembre 2012    | Zénith                    | Richard Gasquet (10e)    | Nicolas Devilder (203e)     | 6-2, 6-2          |                        |                             |                |
| 08 au 11 décembre 2013    | Zénith                    | David Goffin (110e)      | Richard Gasquet (9e)        | 7-6, 6-3          |                        |                             |                |
| 07 au 10 décembre 2014    | Zénith                    | Richard Gasquet (26e)    | Paul-Henri Mathieu (97e)    | 4-6, 7-5, 6-2     |                        |                             |                |
| 13 au 16 décembre 2015    | Zénith                    | Jo-Wilfried Tsonga (10e) | Benoît Paire (19e)          | 7-6, 6-2          |                        |                             |                |
| 11 au 14 décembre 2016    | Zénith                    | Jo-Wilfried Tsonga (12e) | Roberto Bautista-Agut (14e) | 7-6, 6-4          |                        |                             |                |
| 10 au 13 décembre 2017    | Zénith                    | David Ferrer (37e)       | Roberto Bautista-Agut (20e) | 6-3, 6-2          |                        |                             |                |
| 09 au 12 décembre 2018    | Zénith                    | Gilles Simon (32e)       | Daniil Medvedev (16e)       | 6-3, 3-6, 6-4     |                        |                             |                |
| 08 au 11 décembre 2019    | Zénith                    | Jo-Wilfried Tsonga (35e) | Jules Marie (711e)          | 4-6, 6-0, 6-1     |                        |                             |                |
| Édition 2020 non disputée |                           |                          |                             |                   |                        |                             |                |
| 14 au 17 décembre 2021    | Zénith                    | Jules Marie (821e)       | Ugo Humbert (35e)           | 6-7, 5-3, Abandon | Alizé Cornet (59e)     | Anett Kontaveit (7e)        | 7-5, 6-7, 6-2  |
| 13 décembre 2022          | Zénith                    | Holger Rune (11e)        | Roberto Bautista-Agut (21e) | 6-0, 6-4          | Martina Trevisan (28e) | Aliaksandra Sasnovich (30e) | 3-6, 6-4, 6-3  |
| 10 au 13 décembre 2023    | Palais des sports de Caen | Alex de Minaur (12e)     | Ugo Humbert (20e)           | 7-6, 6-7, 6-3     | Varvara Gracheva (43e) | Sarah Iliev (588e)          | 6-2, 6-0       |
| 8 au 11 décembre 2024     | Palais des sports de Caen | Ugo Humbert (14e)        | Cameron Norrie (56e)        | 6-1, 6-3          | Elise Mertens (34e)    | Bernarda Pera (74e)         | 7-5, 6-4       |